# Federação Portuguesa de Ténis
Die Federação Portuguesa de Ténis (FPT, port. für: Portugiesische Tennis-Föderation) ist der Dachverband für Tennis in Portugal. Neben dem traditionellen Tennis ist sie auch für Padel, Rollstuhltennis und Beachtennis zuständig.
Die FPT hat ihren Sitz in Linda-a-Velha, im Kreis Oeiras nahe der Hauptstadt Lissabon. 
Sie gehört u. a. dem Internationalen Tennisverband, dem Europäischen Dachverband, dem Dachverband Confederação do Desporto de Portugal und dem Comité Olímpico de Portugal, dem Nationalen Olympischen Komitee Portugals, an.

## Geschichte

### Vorgeschichte

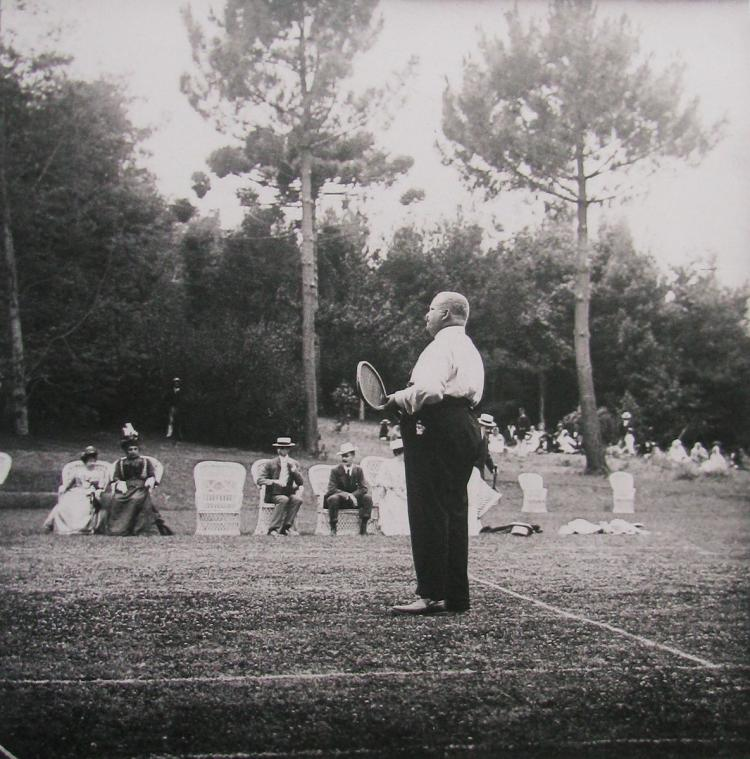
König Carlos I. beim Tennisspiel auf Madeira

Der sportbegeisterte und vielgereiste Guilherme Pinto Basto (1864–1957) war maßgeblicher Mitbegründer des auch als Club da Parada bekannten Vereins Sporting Clube de Cascais, der als Urzelle des Tennissports in Portugal gilt. Basto gilt sowohl als  Urvater des Fußballs in Portugal als auch als Begründer des Tennis in Portugal. Zusammen mit dem Real Velo Clube do Porto aus Porto war der Sporting Clube de Cascais der Motor für die ersten Tennisturniere in Portugal. So gelang dem Verein unter seinem Präsidenten Basto 1901 die Organisation eines ersten internationalen Turniers, mit Beteiligung der weltbesten Spieler der Zeit, darunter die mehrfache Wimbledon-Siegerin Blanche Bingley Hillyard. Auch Portugals König D. Carlos I. nahm als begeisterter Tennisspieler teil.
Nach dem tödlichen Attentat auf König Carlos I. 1908 und der 1910 erfolgten Ausrufung der Portugiesischen Republik verließen viele Adlige das Land, und damit viele der wichtigsten Freunde und Aktiven des Tennissports. Die internationalen und nationalen Tennisturniere fanden weiterhin statt, doch war der weitere Aufschwung des Sports in Portugal gebremst. Der Ausbruch des Ersten Weltkriegs 1914 und der 1916 folgende Kriegseintritt Portugals reduzierte die Zahl der aktiven portugiesischen und englischen Spieler und ihrer Tennisturniere im Land beträchtlich.
Auf Initiative Bastos wurden nach dem Krieg die wichtigsten Turniere weiter veranstaltet, insbesondere die internationale Meisterschaft Campeonato Internacional de Portugal. Neben Noel Turnbull, Manuel Alonso und Jean Borotra war es insbesondere Suzanne Lenglen, die mit ihrem Finalsieg 1923 über die damalige portugiesische Spitzenspielerin Angélica Plantier für eine erneut zunehmende Begeisterung für Tennis in den bürgerlichen Kreisen Portugals sorgte.

### Seit Gründung

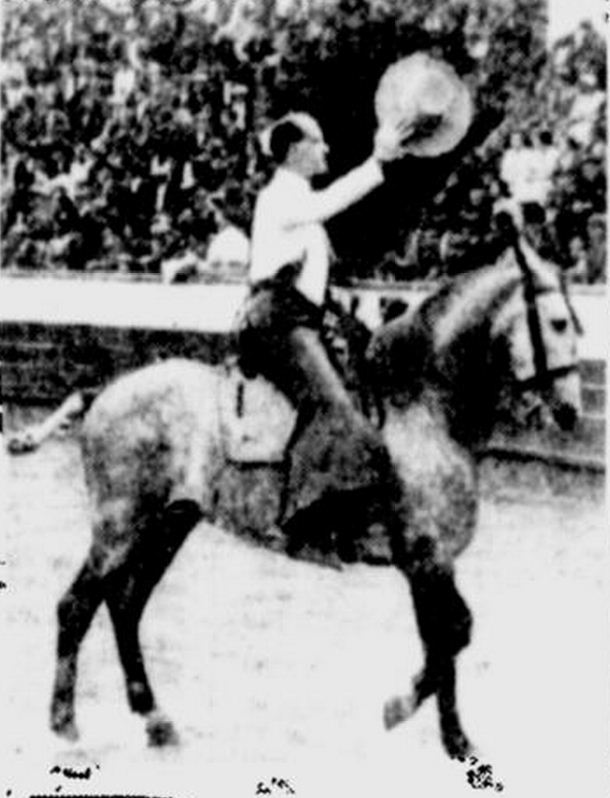
Rodrigo de Castro Pereira (hier beim Stierkampf 1936), u. a. olympischer Tennisspieler 1924, ab 1934 Präsident der FPT

Eine Gruppe portugiesischer Tennisspieler kam im Jahr 1924 in den Räumen des Automóvel Club de Portugal zusammen, um über die Gründung eines Tennisverbandes zu beraten. Sie strebten eine Teilnahme am Davis Cup an, und ein nationaler Tennisverband war dazu Grundvoraussetzung. Eine darauf aufbauende Initiative einer Gruppe Tennisfreunde um Basto gründete am 16. März 1925 schließlich den portugiesischen Tennisverband als Federação Portuguesa de Lawn-Tennis in Cascais. Basto wurde erster Verbandspräsident. 
José de Verda und António Casanovas im Einzel und António Casanovas/Frederico Vasconcelos im Doppel vertraten Portugal im Mai 1925 erstmals im Davis-Cup, mussten sich dabei jedoch Italien mit 4:1 geschlagen geben. António Casanovas gewann den einzigen Punkt Portugals, im Einzel gegen Serventi. Auch in den Folgejahren schied die portugiesische Auswahl jeweils im ersten Spiel aus, so dass die FPT nach 1928 keine Mannschaft mehr zum Davis Cup meldete.
Tennis führte danach ein Schattendasein in Portugal. Eine erste leichte Verbesserung trat nach der Eröffnung des Estádio Nacional in Jamor (Kreis Oeiras) 1944 ein, zu dessen Komplex auch Tennisplätze gehörten. 1948 nahm Portugal dann erstmals wieder am Davis Cup teil. 
Erst Anfang der 1960er Jahre nahm das Interesse am Tennis wieder stärker zu, auch in Folge des wieder gestiegenen Niveaus des portugiesischen Tennis. João Lagos und Alfredo Vaz Pinto waren die großen Rivalen und teilten alle Titel zwischen 1963 und 1972 zwischen sich auf. 1966 gewann bei den Damen Rekordspielerin Peggy Brixhe ihre letzte Meisterschaft. Im gleichen Jahr wurde auf Initiative Inocêncio Galvão Teles, Erziehungsminister des Estado Novo-Regimes, in Jamor eine offizielle Tennisschule eingerichtet.
Die Nelkenrevolution 1974 hatte keine wesentliche Bedeutung für das weiter im Aufbau befindliche portugiesische Tennis, doch brachte das Jahr in anderer Hinsicht eine wesentliche Wendung. Der in Portugal lebende Millionär Henrique Mantero Belard starb 1974 und hinterließ der FPT 10 % seines freien Erbes. Die verbesserten finanziellen Möglichkeiten erlaubten eine Professionalisierung des Verbandes und eine zunehmende Aktivität. Nach seinem Ende als aktiver Spieler wandte sich zudem João Lagos dem Tennis als Unternehmer zu. Neben seiner 1975 gegründeten ambitionierten Tennisschule Escola de Ténis João Lagos ist vor allem seine Aktivität als Veranstalter verschiedener Turniere mit Preisgeldern zu nennen.
Auch die ausverkauften und im Fernsehen übertragenen Schaukämpfe des sich gerade zur Ruhe gesetzten Björn Borg 1982 in Cascais und Póvoa de Varzim halfen dem Tennissport zu einer höheren Popularität in Portugal. In der Folge avancierte Tennis vorübergehend zum meistpraktizierten Sport in Portugal nach Fußball. 1983 wurden auf Initiative eines deutschen Veranstalters  im Estádio Nacional in Jamor die Portugal Open ausgetragen. Um das Preisgeld von 250.000 US-Dollar spielten u. a. José Higueras, Jimmy Arias, Víctor Pecci und Yannick Noah, Sieger wurde Mats Wilander. Das nächste vergleichbar publikumswirksame Event fand erst 1986 im ausverkauften Pavilhão do Dramático in Cascais statt, wo Kevin Curren überraschend den Weltranglisten-Ersten Ivan Lendl schlug. Im Eröffnungsspiel vor der Begegnung war João Cunha e Silva zu sehen, der erste international erfolgreiche Spross aus der Tennisschule von João Lagos. Besonders als Davis-Cup-Spieler sorgte er fortan für weitere Popularität des Tennis in Portugal.
Seither gilt der Tennissport in Portugal als endgültig etabliert. Die FPT konnte in der Folge auch eine Reihe internationaler Turniere in Portugal etablieren. Die zunehmenden Bemühungen der FPT in Zusammenarbeit mit João Lagos' Agentur Sotenis fanden 1990 ihren Höhepunkt in der Aufnahme des Estoril Open in die ATP World Tour.

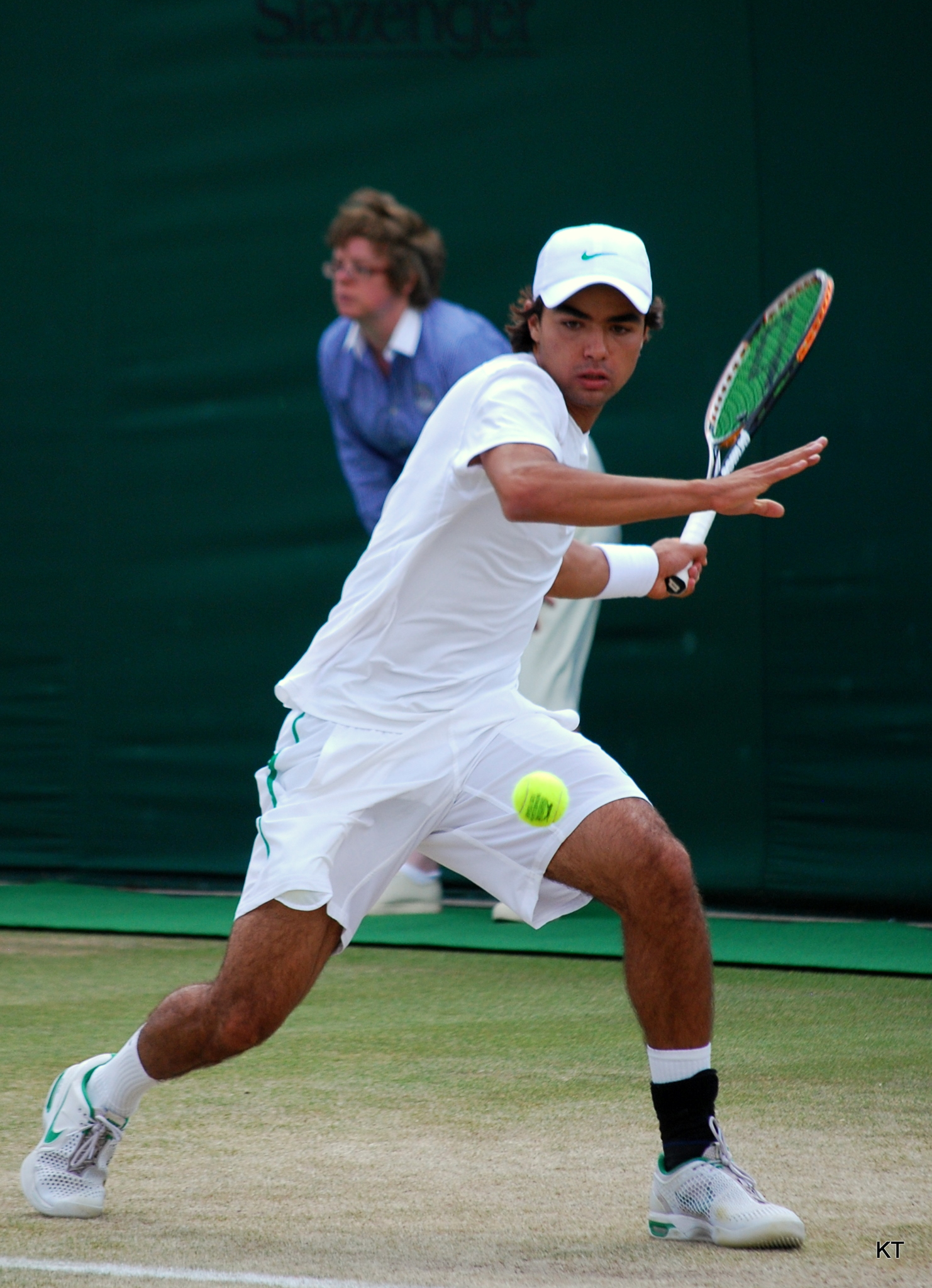
Frederico Ferreira Silva (2011 in Wimbledon), seit 2014 Spieler der Portugiesischen Davis-Cup-Mannschaft

## Aktivitäten
Die FPT betreut die portugiesischen Nationalmannschaften, insbesondere die Portugiesische Davis-Cup-Mannschaft und die Portugiesische Fed-Cup-Mannschaft.
Zu den wichtigsten internationalen Tennisturnieren in Portugal gehören die ATP Estoril und die WTA Oeiras (Portugal Open). Unter den weiteren Turnieren ist das ATP Challenger Guimarães zu nennen.
Seit 1925  veranstaltet die FPT die portugiesischen Tennismeisterschaften, den Campeonato Nacional de Portugal, auch Portugal National Championships. Die für das portugiesische Tennis historisch bedeutenden Portugal International Championships (das Campeonato Internacional de Portugal) veranstaltete die FPT letztmals 1973, es gewann der Brasilianer Edison Mandarino (* 1941).
Die FPT unterhält in Jamor (Kreis Oeiras) ihr Leistungszentrum (Centro de Alto Rendimento, CAR), das CAR-Jamor.

## Struktur

### Organe
Präsident ist Vasco Magalhães Costa (Stand 2015). Neben der Verbandsleitung mit Präsident und sechs Vizepräsidenten und der Generalversammlung (Assembleia Geral) verfügt die FPT über vier weitere Organe:
- Conselho Fiscal (dt.: Aufsichtsrat oder auch Kontrollrat)
- Conselho de Arbitragem (dt.: Schlichtungsrat)
- Conselho de Disciplina (dt.: Disziplinarrat)
- Conselho de Justiça (dt.: Gerichtsrat)

### Gliederung
Die FPT gliedert sich in 13 Regional- und 3 Fachverbände:
Fachverbände
- Associação Árbitros Ténis (Schiedsrichter-Vereinigung)
- Associação Jogadores Ténis Portugal (Spieler-Vereinigung)
- Associação Portuguesa Treinadores Ténis (Trainer-Vereinigung)

Regionalverbände
- Associação Ténis Açores (Regionalverband Autonome Region Azoren)
- Associação Ténis Alentejo (Regionalverband Alentejo)
- Associação Ténis Algarve (Regionalverband Algarve)
- Associação Ténis Aveiro (Regionalverband Distrikt Aveiro)
- Associação Ténis Castelo Branco (Regionalverband Distrikt Castelo Branco)
- Associação Ténis Coimbra (Regionalverband Distrikt Coimbra)
- Associação Ténis Leiria (Regionalverband Distrikt Leiria)
- Associação Ténis Lisboa (Regionalverband Distrikt Lissabon)
- Associação Ténis Madeira (Regionalverband Autonome Region Madeira)
- Associação Ténis Porto (Regionalverband Distrikt Porto)
- Associação Ténis Setúbal (Regionalverband Distrikt Setúbal)
- Associação Ténis Vila Real (Regionalverband Distrikt Vila Real)
- Associação Ténis Viseu (Regionalverband Distrikt Viseu)

## Finanzen
Das Jahr 2014 schloss die FPT mit einem Defizit von über 60.000 Euro ab, nach  einem Minus von knapp unter 3000 Euro im Vorjahr. Als Grund werden die weiter gekürzten Zuwendungen von öffentlicher Seite im Zeichen der rigiden Sparpolitik im Zusammenhang mit der Eurokrise angegeben, zusätzlich zu der allgemein schlechten wirtschaftlichen Situation im krisengezeichneten Land. Diese Ausfälle konnten auch durch gesteigerte Einnahmen nicht ausgeglichen werden.
Der Verband erhält aus Mitgliedsbeiträgen und Sponsorengeldern ca. 350.000 Euro sowie weitere 750.000 Euro aus öffentlichen Zuschüssen, womit er über ein Budget von ca. 1,1 Mio. Euro verfügt. Damit stammen lediglich 32 % aller Einnahmen aus eigenen Quellen.